# Kraljevski nizozemski šahovski savez
Kraljevski nizozemski šahovski savez (niz. De Koninklijke Nederlandse Schaakbond), krovno tijelo športa šaha u Nizozemskoj. Osnovan je 1873. i član je FIDE od 1924. godine. Sjedište je u Haarlemu, Frans Halsplein 5. Član je nacionalnog olimpijskog odbora. Nizozemska pripada europskoj zoni 1.1b. Predsjednica je Marleen Van Amerongen (ažurirano 26. listopada 2019.).

## Vanjske poveznice
- Službene stranice